# Muthmannsreuth

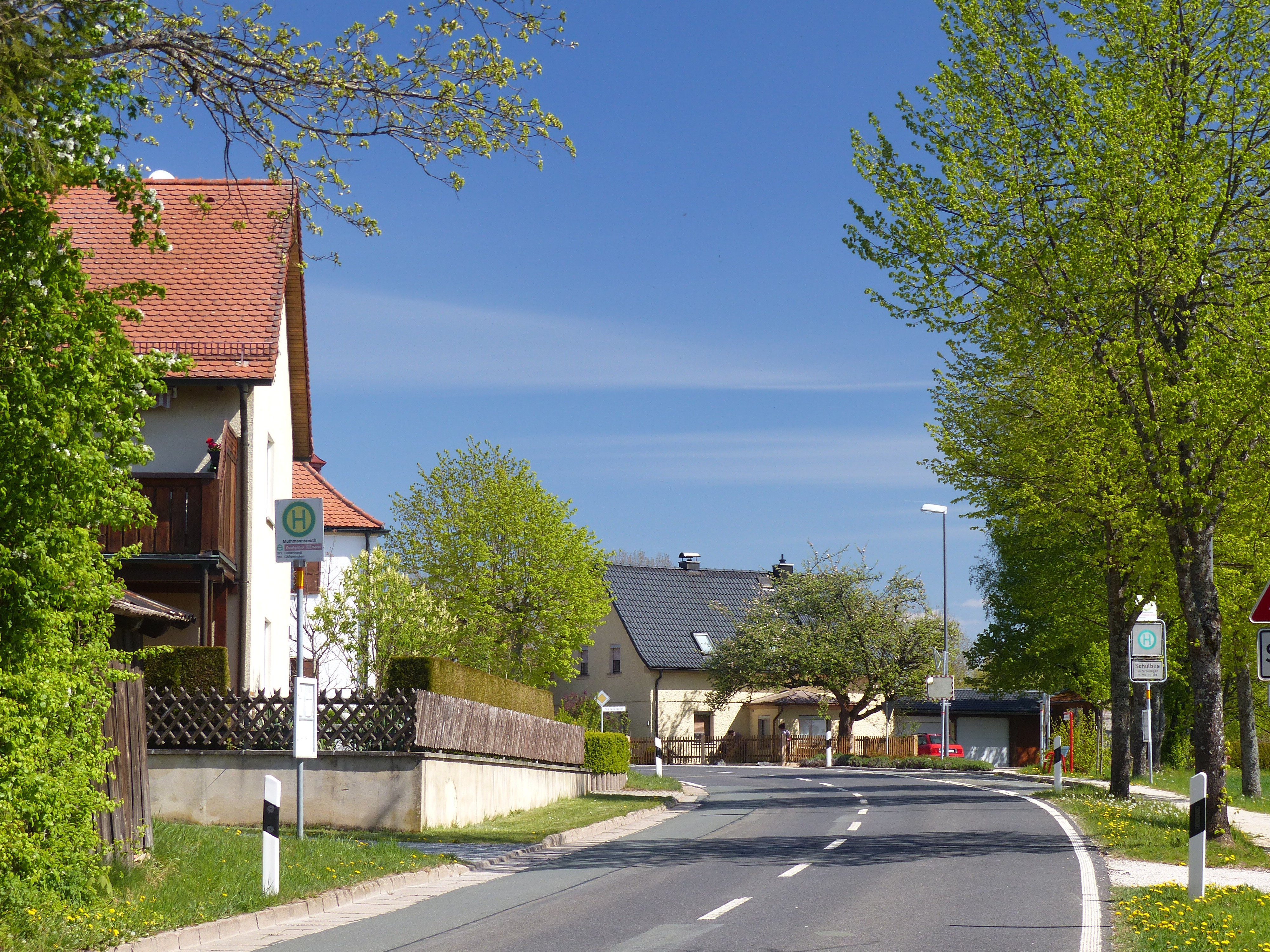
Die das Dorf durchlaufende Staatsstraße 2163

Muthmannsreuth ist ein Gemeindeteil der Gemeinde Hummeltal im  Landkreis Bayreuth (Oberfranken, Bayern). Muthmannsreuth liegt in der Gemarkung Hinterkleebach.

## Geografie
Das Dorf liegt in einer Rodungsinsel auf einer Anhöhe der nördlichen Fränkischen Schweiz. Im Osten fällt das Gelände ins Püttlachtal ab. Die aus dem Nordosten von Bärnreuth kommende Staatsstraße 2163 durchquert den äußersten Westen des Ortsbereiches und führt weiter nach Hinterkleebach. Außerdem verbindet eine Gemeindeverbindungsstraße den Ort mit der Kreisstraße BT 5, die ein wenig nördlich des Dorfes von der Staatsstraße abzweigt.

## Geschichte
Gegen Ende des 18. Jahrhunderts bestand Muthmannsreuth aus 11 Anwesen. Die Hochgerichtsbarkeit sowie die Dorf- und Gemeindeherrschaft standen dem bayreuthischen Stadtvogteiamt Bayreuth zu. Grundherren waren das Hofkastenamt Bayreuth (3 Sölden, 1 Haus mit Zapfenschenke, 1 Haus), die Hofkanzlei Bayreuth (1 Wohnhaus, 1 Haus) und die Pfarrei Lindenhardt (2 Sölden, 2 Halbsölden).
Von 1797 bis 1810 unterstand der Ort dem Justiz- und Kammeramt Bayreuth. Mit dem Gemeindeedikt wurde Muthmannsreuth dem 1812 gebildeten Steuerdistrikt Hinterkleebach zugewiesen. Zugleich entstand die Ruralgemeinde Muthmannsreuth. Sie war in Verwaltung und Gerichtsbarkeit dem Landgericht Bayreuth zugeordnet und in der Finanzverwaltung dem Rentamt Bayreuth. In der freiwilligen Gerichtsbarkeit unterstanden vier Anwesen bis 1819 dem Patrimonialgericht Lindenhardt. Mit dem Gemeindeedikt von 1818 erfolgte die Eingemeindung nach Hinterkleebach. Am 1. Mai 1978 wurde Muthmannsreuth im Zuge der Gebietsreform in Bayern in die Gemeinde Hummeltal eingegliedert.

### Einwohnerentwicklung
| Jahr      | 001819 | 001822 | 001861 | 001871 | 001885 | 001900 | 001925 | 001950 | 001961 | 001970 | 001987 | 002022 |
| Einwohner | 77     | 77     | 94     | 102    | 87     | 73     | 84     | 102    | 81     | 89     | 74     | 86     |
| Häuser    |        | 11     |        |        | 15     | 15     | 16     | 19     | 19     |        | 25     |        |
| Quelle    | [ 9 ]  | [ 6 ]  | [ 10 ] | [ 11 ] | [ 12 ] | [ 13 ] | [ 14 ] | [ 15 ] | [ 16 ] | [ 17 ] | [ 18 ] | [ 1 ]  |

## Religion
Muthmannsreuth ist seit der Reformation evangelisch-lutherisch geprägt und nach St. Michael (Lindenhardt) gepfarrt.

## Verkehr
Der ÖPNV bedient das Dorf an einer Haltestelle der Buslinie 397 des VGN. Der nächstgelegene Bahnhof liegt in Creußen an der Bahnstrecke Schnabelwaid–Bayreuth.